# Izvoarele din satul Horodiște (raionul Rezina)
Izvoarele din satul Horodiște sunt un monument al naturii de tip hidrologic în raionul Rezina, Republica Moldova. Sunt amplasate în regiunile de sud, sud-est și vest ale satului Horodiște. Ocupă o suprafață totală de 1,5 ha, sau 0,46 ha conform unor aprecieri recente. Deținătorul funciar este Primăria comunei Horodiște.

## Hidrografie
Monumentul naturii cuprinde șapte izvoare: izvorul lui Stici (sau de la Victor Todiță), izvorul Blănăriței, izvorul Boierului (sau de la bancă), izvorul lui Camencean, izvorul lui Capșa, izvorul cel Mare (numit și izvorul lui Himici) și izvorul lui Trifan Epure. Toate, cu excepția ultimului, sunt amplasate în partea de sud și sud-est a satului. La fiecare sursă de apă este amenajată câte o construcție cu acoperiș și un rezervor sau bazin de colectare a apei.
Toate izvoarele sunt oligominerale și au apă rece. Valoarea pH variază între 7,3 și 7,6. Apa este în general potabilă, cu excepția acelor izvoare în care concentrația de nitrați este ridicată.
Cifre și caracteristici detaliate ale izvoarelor și calității apei sunt expuse în tabelul ce urmează:
| Indici                           | Izvorul lui Stici                             | Izvorul Blănăriței                            | Izvorul Boierului                             | Izvorul lui Camencean                         | Izvorul lui Capșa                             | Izvorul cel Mare                              | Izvorul lui Trifan Epure                      |
| -------------------------------- | --------------------------------------------- | --------------------------------------------- | --------------------------------------------- | --------------------------------------------- | --------------------------------------------- | --------------------------------------------- | --------------------------------------------- |
| numit și                         | Izvorul de la Victor Todiță                   |                                               | Izvorul de la bancă                           |                                               |                                               | Izvorul lui Himici                            |                                               |
| Caracteristici geografice        |                                               |                                               |                                               |                                               |                                               |                                               |                                               |
| suprafață                        | 0,06 ha                                       | 0,04 ha                                       | 0,13 ha                                       | 0,03 ha                                       | 0,05 ha                                       | 0,06 ha                                       | 0,09 ha                                       |
| coordonate geografice            | 47°36′49″N 28°56′32″E / 47.61361°N 28.94222°E | 47°36′47″N 28°56′39″E / 47.61306°N 28.94417°E | 47°36′44″N 28°56′45″E / 47.61222°N 28.94583°E | 47°36′43″N 28°56′47″E / 47.61194°N 28.94639°E | 47°36′42″N 28°56′48″E / 47.61167°N 28.94667°E | 47°36′56″N 28°56′27″E / 47.61556°N 28.94083°E | 47°36′52″N 28°56′14″E / 47.61444°N 28.93722°E |
| altitudine                       | 149 m                                         | 147 m                                         | 147 m                                         | 153 m                                         | 152 m                                         | 159 m                                         | 156 m                                         |
| Proprietăți fizice               |                                               |                                               |                                               |                                               |                                               |                                               |                                               |
| debit                            | 50 l/min                                      | 10 l/min                                      | 37 l/min                                      | 20 l/min                                      | 5 l/min                                       | 30 l/min                                      | >6 l/min                                      |
| mirosul apei                     | fără miros                                    |                                               |                                               |                                               |                                               |                                               |                                               |
| culoarea apei                    | incoloră                                      |                                               |                                               |                                               |                                               |                                               |                                               |
| Particularități chimice ale apei |                                               |                                               |                                               |                                               |                                               |                                               |                                               |
| pH                               | 7,3                                           | 7,3                                           | 7,3                                           | 7,3                                           | 7,6                                           | 7,3                                           | 7,6                                           |
| poluare cu nitrați               | 20 mg/l (0,4 CMA)                             | 80 mg/l (1,6 CMA)                             | 30 mg/l (0,6 CMA)                             | 69 mg/l (1,4 CMA)                             | 69 mg/l (1,4 CMA)                             | 30 mg/l (0,6 CMA)                             | 35 mg/l (0,7 CMA)                             |
| compoziție chimică               | HCO3; Na – Ca – Mg                            | HCO3 – SO4; Ca – Na – Mg                      | HCO3; Ca – Mg – Na                            | HCO3 – SO4; Ca – Na                           | HCO3; Ca – Na – Mg                            | HCO3; Ca – Mg                                 | HCO3 – SO4; Ca – Mg – Na                      |

CMA – concentrația maxim admisă

### Izvorul lui Stici
Numit și izvorul de la Victor Todiță, izvorul lui Stici este amplasat în partea de sud a Horodiștelui. Reprezintă un rezervor de apă cu o construcție acoperită și este asigurat cu un uluc și o țeavă de scurgere a apei. În amonte este amenajat un sector de arbori de nuc, îngrădit cu un gard de piatră și o poartă de fier.
Din punct de vedere geologic, izvorul este descendent de terasă. Apa este, după compoziția sa chimică, hidrocarbonată–sodiu-calciu-magnezică (HCO3; Na – Ca – Mg). Este potabilă, de calitate înaltă, nu are miros, este incoloră, neutră și nepoluată cu nitrați. Izvorul are cel mai mare debit din cele șapte (50 l/min) și asigură cu apă o mahala din sat. Mesele și scaunele amenajate lângă izvor conferă acestuia o valoare recreativă parțială. Nu au fost semnalate surse de poluare, cu excepția unei gospodării amplasate în imediata apropiere.
  Materiale media legate de Izvorul lui Stici la Wikimedia Commons

### Izvorul Blănăriței
Se află nu departe de izvorul lui Stici. A fost reconstruit și amenajat în 1988, fiind acoperit de o cupolă de beton și asigurat cu un uluc și o țeavă de scurgere a apei. Rezervorul de apă se află în spate. Teritoriul din amonte este îngrădit cu gard de lemn pe fundament de piatră; acolo cresc mai mulți arbori.
Din punct de vedere geologic, izvorul este descendent de vale. Apa este, după compoziția sa chimică, hidrocarbonat-sulfatată–calciu-sodiu-magnezică (HCO3 – SO4; Ca – Na – Mg). Este poluată cu nitrați, concentrația acestora depășind cu 60% concentrația maxim admisă, de aceea nu este potabilă. Este utilizată de locuitorii unei mahalale din Horodiște în scopuri tehnice și pentru irigare.
Datorită aspectului său estetic destul de atractiv și a amenajării în imediata proximitate a unor mese și scaune de odihnă, izvorul are valoare recreațională parțială și poate fi inclus în circuite de turism reglementat. El asigură debitul râulețului Valea Satului, a cărui albie în aval traversează rezervația peisagistică Țipova. Starea ecologică a izvorului este satisfăcătoare. În trecut au fost semnalate tăieri de arbori și depozitarea deșeurilor în amonte; astfel, ca măsuri de ameliorare a situației ecologice sunt recomandate înverzirea terenului adiacent și interzicerea poluării.
  Materiale media legate de Izvorul Blănăriței la Wikimedia Commons

### Izvorul Boierului
Izvorul Boierului, numit și izvorul de la bancă, este situat în partea de sud-est a satului, acolo unde se află patru din cele șapte izvoare protejate. Delimitat pe 13 ari, este izvorul cu cea mai mare suprafață din Horodiște. Reprezintă o construcție de piatră acoperită cu foi de ardezie. Rezervorul de apă se află în spate, din el apa se scurge printr-o țeavă în ulucul din față. În amonte cresc, pe o suprafață neîngrădită, câțiva arbori și arbuști.
Din punct de vedere geologic, izvorul este descendent de strat. Apa este, după compoziția sa chimică, hidrocarbonată–calciu-magneziu-sodică (HCO3; Ca – Mg – Na). Nefiind poluată cu nitrați, apă este potabilă și este utilizată corespunzător de locuitorii mahalalei învecinate.
Cele mai apropiate case de locuit se află la distanța de 20-30 m, iar la 5 m în aval se află un drum. Impactul antropic în zona de protecție se manifestă prin tăieri sporadice de arbori, depozitarea deșeurilor menajere și animaliere, cât și spălarea mijloacelor de transport. Este recomandată înverzirea terenului adiacent și lichidarea gunoiștilor. Construcția izvorului necesită reparații.
  Materiale media legate de Izvorul Boierului la Wikimedia Commons

### Izvorul lui Camencean
Cel de-al doilea izvor din sud-estul satului este amplasat într-un loc amenajat; construcția este acoperită cu foi de ardezie, iar apa se scurge printr-o țeavă în uluc. În amonte de găsește o zonă verde, îngrădită, pe care cresc arbori și arbuști.
Izvorul este descendent de terasă. Apa, după compoziția sa chimică, este hidrocarbonat-sulfatată–calciu-sodică (HCO3 – SO4; Ca – Na). Apa este poluată cu nitrați (depășind cu 40% concentrația maxim admisă), de aceea este folosită doar în scopuri tehnice.
Izvorul este la marginea unui drum; cele mai apropiate gospodării se află la 50 m depărtare. Au loc sporadic tăieri de arbori și depozitarea gunoiului. Este necesară ameliorarea construcției izvorului, prin reparația capitală a sa și lărgirea platformei betonate.
  Materiale media legate de Izvorul lui Camencean la Wikimedia Commons

### Izvorul lui Capșa
Este amplasat în sud-estul satului, într-un loc bine amenajat. Rezervorul de apă este adăpostit într-o construcție acoperită, cu gard și portiță metalică. Este instalată o țeavă de scurgere a apei și un uluc. În amonte cresc câțiva arbori solitari și vegetație spontană.
Din punct de vedere geologic, izvorul este descendent de terasă. Apa este, după compoziția sa chimică, hidrocarbonată–calciu-sodiu-magnezică (HCO3; Ca – Na – Mg). Apa nu poate fi utilizată în alimentație, deoarece concentrația de nitrați o depășește pe cea maxim admisă cu 40%, în schimb este folosită în scopuri tehnice de locuitorii mahalalei învecinate. Izvorul se află lângă drum, la cca 30 m de cea mai apropiată gospodărie. Depozitarea deșeurilor este semnalată uneori în amonte. Este necesară reparația cosmetică a construcției izvorului.
  Materiale media legate de Izvorul lui Capșa la Wikimedia Commons

### Izvorul cel Mare
Mai este numit izvorul lui Himici. În ciuda denumirii, nu se evidențiază de celelalte izvoare din sat nici după suprafață sau dimensiunile construcției, nici după debit. Este acoperit, are un bazin de acumulare îngrădit și un uluc separat pentru spălatul rufelor. Suprafață protejată este delimitată de un gard de piatră.
Din punct de vedere geologic, izvorul este descendent de terasă. Apa este, după compoziția sa chimică, hidrocarbonată–calciu-magnezică (HCO3; Ca – Mg). Apa este potabilă. La 10 m de izvor se află o fostă stație de pompare, care în trecut asigura cu apă gospodăriile învecinate. În amonte sunt depozitate uneori deșeuri. Este recomandată întreprinderea unor măsuri de înverzire a teritoriului adiacent și construirea unui sistem de evacuare a apei din fața izvorului.
  Materiale media legate de Izvorul cel Mare la Wikimedia Commons

### Izvorul lui Trifan Epure
Amplasat în partea de vest a Horodiștelui, acesta este cel mai izolat izvor din cele șapte. A fost amenajat pentru ultima oară mai bine de o jumătate de secol în urmă, în 1969. În preajmă se află puține case, de aceea izvorul este mai mult sau mai puțin părăsit. Suprafața protejată nu este delimitată. Construcția este acoperită cu foi de ardezie vechi. Este amenajat un uluc pentru spălat rufe și un mic gard care mărginește bazinul de acumulare a apei.
Din punct de vedere geologic, izvorul este descendent de terasă. Apa este, după compoziția sa chimică, hidrocarbonat-sulfatată–calciu-magneziu-sodică (HCO3 – SO4; Ca – Mg – Na). Apa este potabilă și este folosită în scopuri alimentare de cei câțiva locuitori ai caselor apropiate.
Terenul adiacent este neîngrijit. Fiind amplasat în lunca unui pârâu, izvorul este înconjurat de arbori, predominant de salcie. Are loc sporadic depozitarea deșeurilor. Este recomandată reparația capitală a construcției izvorului și amenajarea unei infrastructuri de scurgere a apei spre cursul de apă alăturat.

## Statut de protecție
Toate izvoarele sunt obiecte hidrologice de valoare națională, cinci din ele evidențiindu-se printr-un debit mare. Doar izvorul lui Stici are un panou informativ, dar acesta este învechit.